# サン＝プリヴァ＝ダリエ
サン＝プリヴァ＝ダリエ （Saint-Privat-d'Allier）は、フランス、オーヴェルニュ＝ローヌ＝アルプ地域圏、オート＝ロワール県のコミューン。

## 歴史
アリエ川の峡谷に面した村である。コミューンは、17世紀に一部が解体されていた城に、強力なメルクール家とモンロール家の記憶をとどめる。
村はフランスのサンティアゴ・デ・コンポステーラの巡礼路途上、ポディエンシス街道にある。フランス革命後の国民公会時代には、コミューンはプリヴァ・ラ・ロッシュ（Privat-la-Roche）と改名されていた。
サン＝プリヴァはヴレ地方の終点である。村は、コンポステーラの巡礼路であるポディエンシス街道の始点である。ル・シェール集落に到着する前に横切るのはバンで、次に達するモニストロル＝ダリエにはサン・メダール教会、旧サン・ジャック病院がある。巡礼者やハイカーが利用可能な宿泊施設が多く用意されている。

## 人口統計
| 1962年 | 1968年 | 1975年 | 1982年 | 1990年 | 1999年 | 2006年 | 2012年 |
| ------ | ------ | ------ | ------ | ------ | ------ | ------ | ------ |
| 835    | 708    | 584    | 551    | 430    | 414    | 411    | 391    |

source=1999年までLdh/EHESS/Cassini、2004年以降INSEE

## 史跡

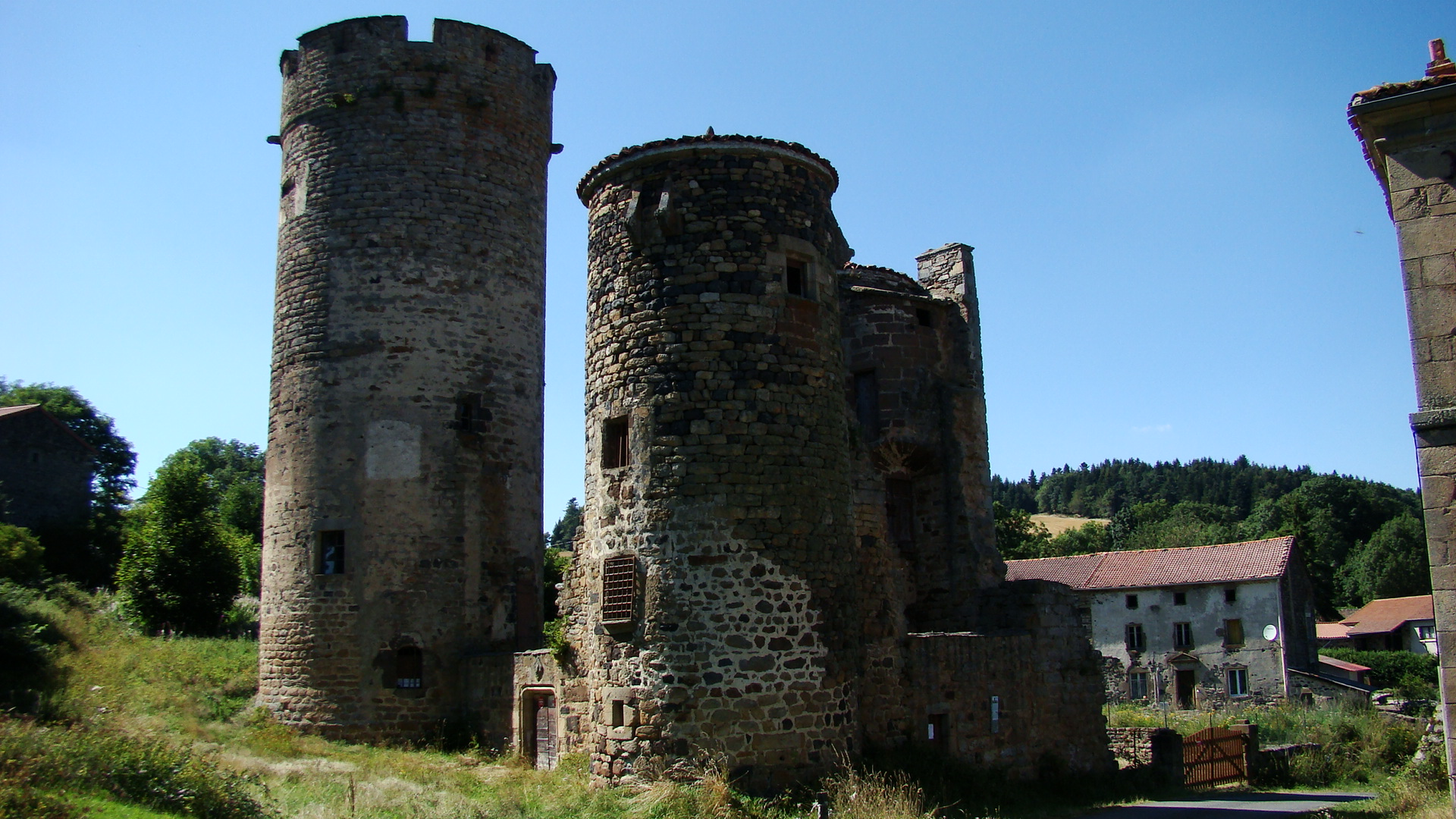
城

- 小修道院 - ラ・シェーズ＝デュー修道院の傘下で、1046年創設。
- ロシュギュド城 - かつてオーヴェルニュの有力貴族メルクール家、モンロール家、ロシュバロン家が所有。現在、城で残っているのは円形の塔とロマネスク様式の礼拝堂が全てである。城は巡礼路途上、村から西へ3kmのところ、ロシュギュド集落の正面にある[6]。